# 리 메트칼프
리 워렌 멧칼프(Lee Warren Metcalf, 1911년 1월 28일 ~ 1978년 1월 12일)는 미국의 정치인이다.

## 학력
- 스탠퍼드 대학교 인문사회 학사
- 몬태나 주립 대학교 법학학사

## 경력
- 1947 ~ 1952 몬태나 대법원 판사
- 1953.01 ~ 1961.01 제83·84·85·86대 미국 몬태나주 제1선거구 연방하원의원
- 1961.01 ~ 1978.01 제87·88·89·90·91·92·93·94·95대 미국 몬태나 연방상원의원
- 1963.06 ~ 1969.01 미국 상원 임시의장 권한대행

## 역대 선거 결과
| 선거명      | 직책명                      | 대수 | 정당   | 득표율 | 득표수    | 결과 | 당락                   |
| ----------- | --------------------------- | ---- | ------ | ------ | --------- | ---- | ---------------------- |
| 1952년 선거 | 하원의원 (몬태나 제1선거구) | 83대 | 민주당 | 50.32% | 55,679표  | 1위  | 몬태나주 하원의원 당선 |
| 1954년 선거 | 하원의원 (몬태나 제1선거구) | 84대 | 민주당 | 55.98% | 52,614표  | 1위  | 몬태나주 하원의원 당선 |
| 1956년 선거 | 하원의원 (몬태나 제1선거구) | 85대 | 민주당 | 62.05% | 69,644표  | 1위  | 몬태나주 하원의원 당선 |
| 1958년 선거 | 하원의원 (몬태나 제1선거구) | 86대 | 민주당 | 69.49% | 68,586표  | 1위  | 몬태나주 하원의원 당선 |
| 1960년 선거 | 상원의원 (몬태나 제2부)     | 87대 | 민주당 | 50.73% | 140,331표 | 1위  | 몬태나주 상원의원 당선 |
| 1966년 선거 | 상원의원 (몬태나 제2부)     | 90대 | 민주당 | 53.17% | 138,166표 | 1위  | 몬태나주 상원의원 당선 |
| 1972년 선거 | 상원의원 (몬태나 제2부)     | 93대 | 민주당 | 51.95% | 163,609표 | 1위  | 몬태나주 상원의원 당선 |

## 참고 자료
- 위키미디어 공용에 리 메트칼프 관련 미디어 분류가 있습니다.